# آدم قدمون
آدم قدمون (بالعبرية: אָדָם קַדְמוֹן) يعني (الإنسان البدئي أو الأولي). وهو الإنسان الأول في القبالة اليهودية، الذي ظهر لأول مرة في نصوص القرن الثالث عشر. وقد خلقه الله على أكمل شكل، كنموذج أكمل.

## الرمزية
تمسك القباليون بالمفهوم واستخدموه لوصف الرمزية المقدسة للجسد البشري. فيما بعد وحدوا آدم قدمون بالمسيح وكان النقيض للشيطان آدم بلياعالا. وهو يرمز إلى السیفروت أو الدورات العشر للخلق. وهو يشبه الشخصية المندائية آدم كاسيا.